# Lenola
Lenola är en ort och kommun i provinsen Latina i regionen Lazio i Italien. Kommunen hade 4 183 invånare (2018).